# Provinciehuis (Overijssel)

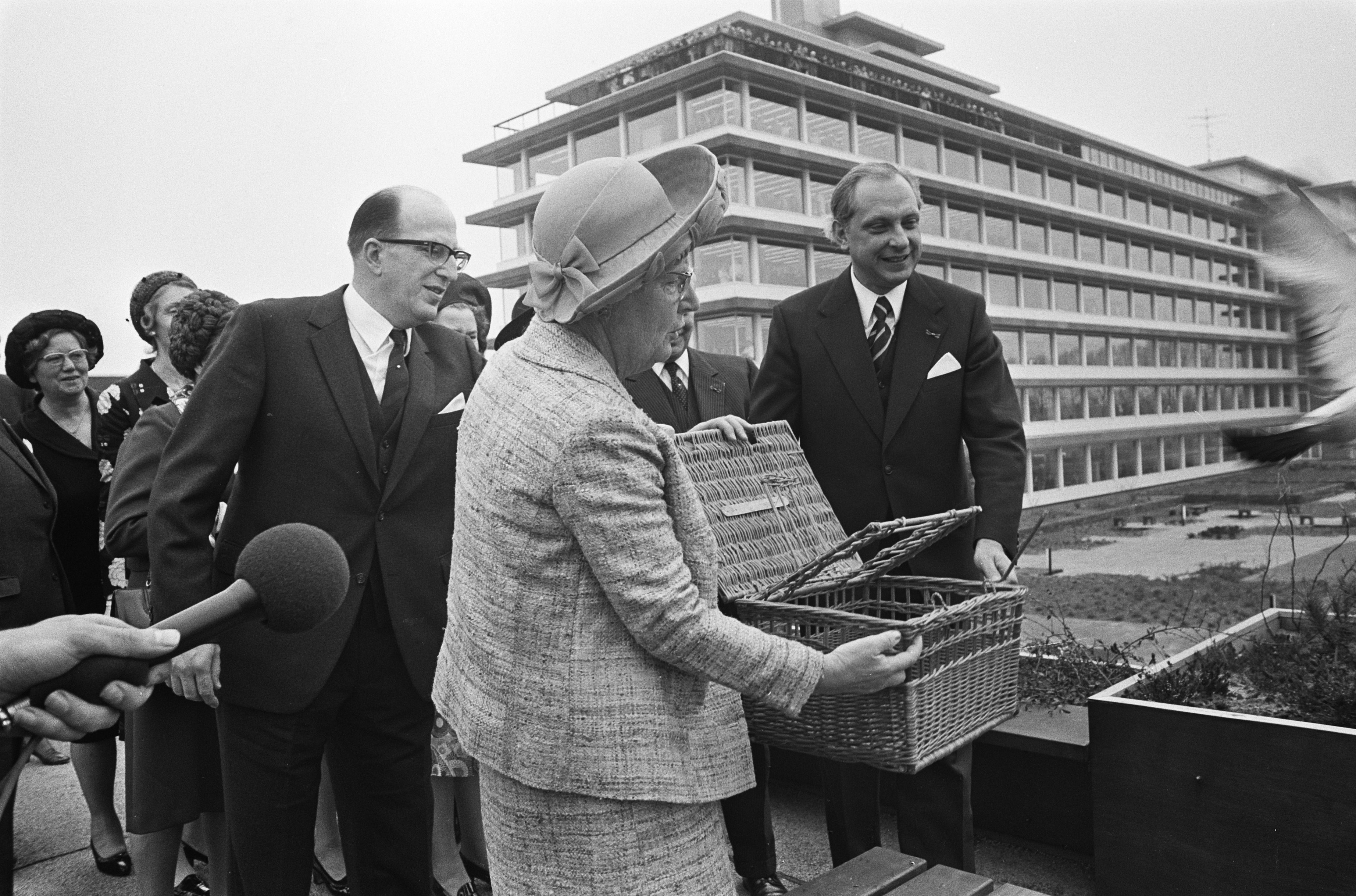
Koningin Juliana laat een duif los bij de opening van het provinciehuis in mei 1973

Het Provinciehuis van Overijssel bevindt zich in de provinciehoofdstad Zwolle van Overijssel, aan de Luttenbergstraat. Het werd gebouwd in 1972 en werd in de jaren 2004-2006 ingrijpend verbouwd. Voorheen was het provinciehuis gevestigd aan de Diezerstraat in Zwolle. De Statenzaal van dit gebouw wordt nu gebruikt als trouwzaal door de gemeente Zwolle.

## Gebouw
Het gebouw is ontworpen door Marius Duintjer (1908-1983). In het ontwerp van het zes verdiepingen tellende gebouw is openheid een van de kenmerken. Het was een van de eerste kantoorgebouwen met kantoortuinen, grote open ruimten waar twintig mensen hun werkplek hadden, afgeschermd met planten en kasten. Het gebouw bestaat uit drie delen: het kantoorgedeelte, de brug en het bestuurscentrum.

### Horizontaal accent
Het provinciehuis is direct herkenbaar als een ontwerp van Duintjer. Overal is sprake van een sterk horizontaal accent. Op diverse plekken is op even eenvoudige als geraffineerde wijze gewerkt met daglicht, bijvoorbeeld bij de glazen gevels van het trappenhuis. In Duintjers ontwerp zijn materialen zodanig gecombineerd, dat er een functioneel en sfeervol bijzonder gebouw is ontstaan. De bouw nam vijf jaar in beslag, van 1967 tot 1972. Koningin Juliana opende het provinciehuis op 3 mei 1973.

### Verbouwing 2004-2006

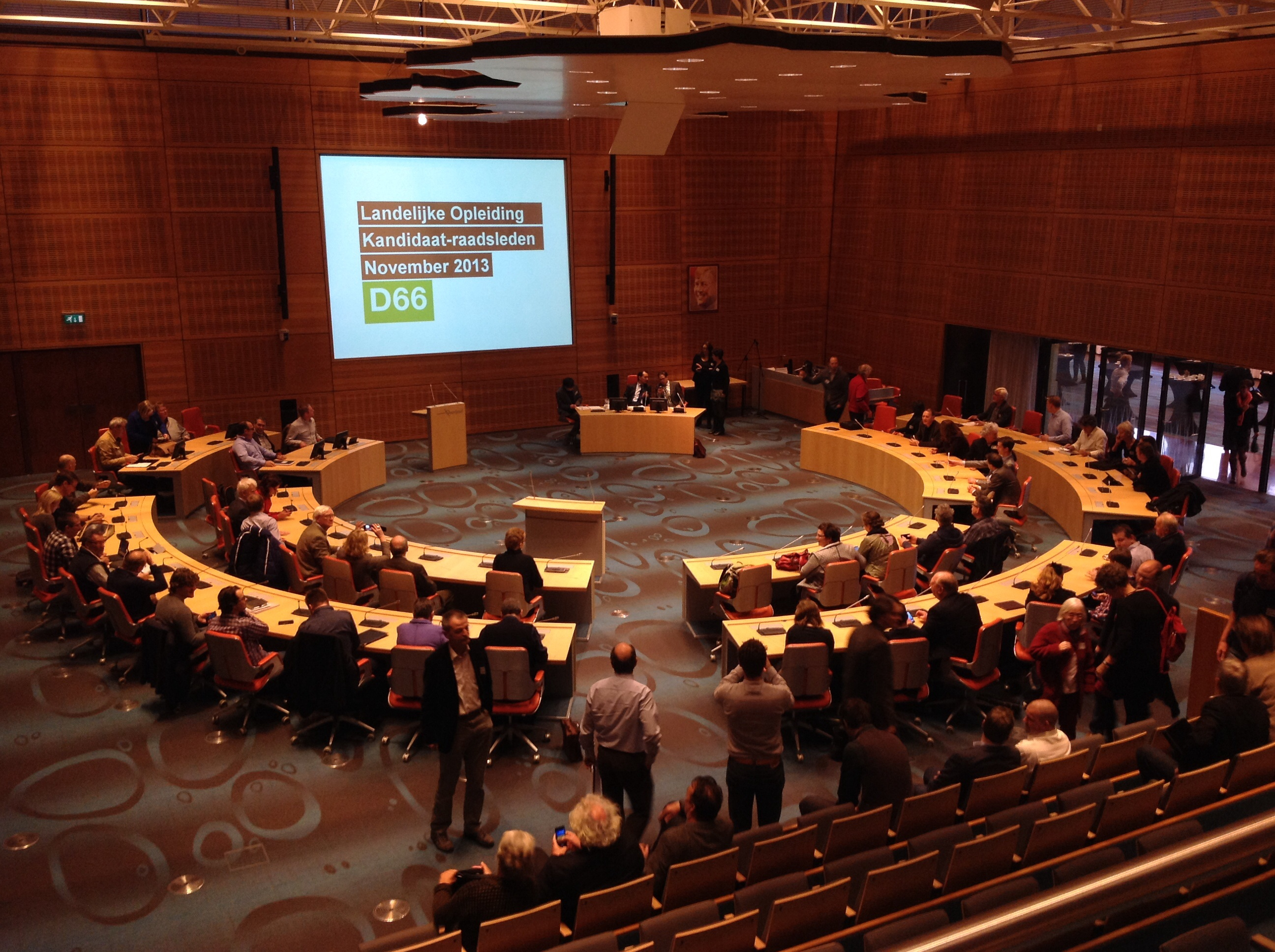
Statenzaal

Na ruim dertig jaar gebruik was het provinciehuis sterk verouderd. Ook de uitbreiding van het gebouw (1991) aan de noordoostzijde was aan vernieuwing toe. Daarom besloten Provinciale Staten in juni 2002 tot renovatie van het provinciehuis met behoud van de karakteristieke architectuur van Duintjer. Daarnaast koos het bestuur voor een modern kantoorconcept dat aansluit bij de doelstellingen van de provinciale organisatie.
In de periode 2004-2006 werd het provinciehuis grondig gerenoveerd. Dirk-Jan Postel van bureau Kraaijvanger Urbis uit Rotterdam werd de architect van de renovatie. Hij ontwierp eerder onder andere de stadskantoren van Meppel en 's-Hertogenbosch. In 2006 plaatste men het kunstwerk Potlood en papier van Jeroen Henneman op het dak.

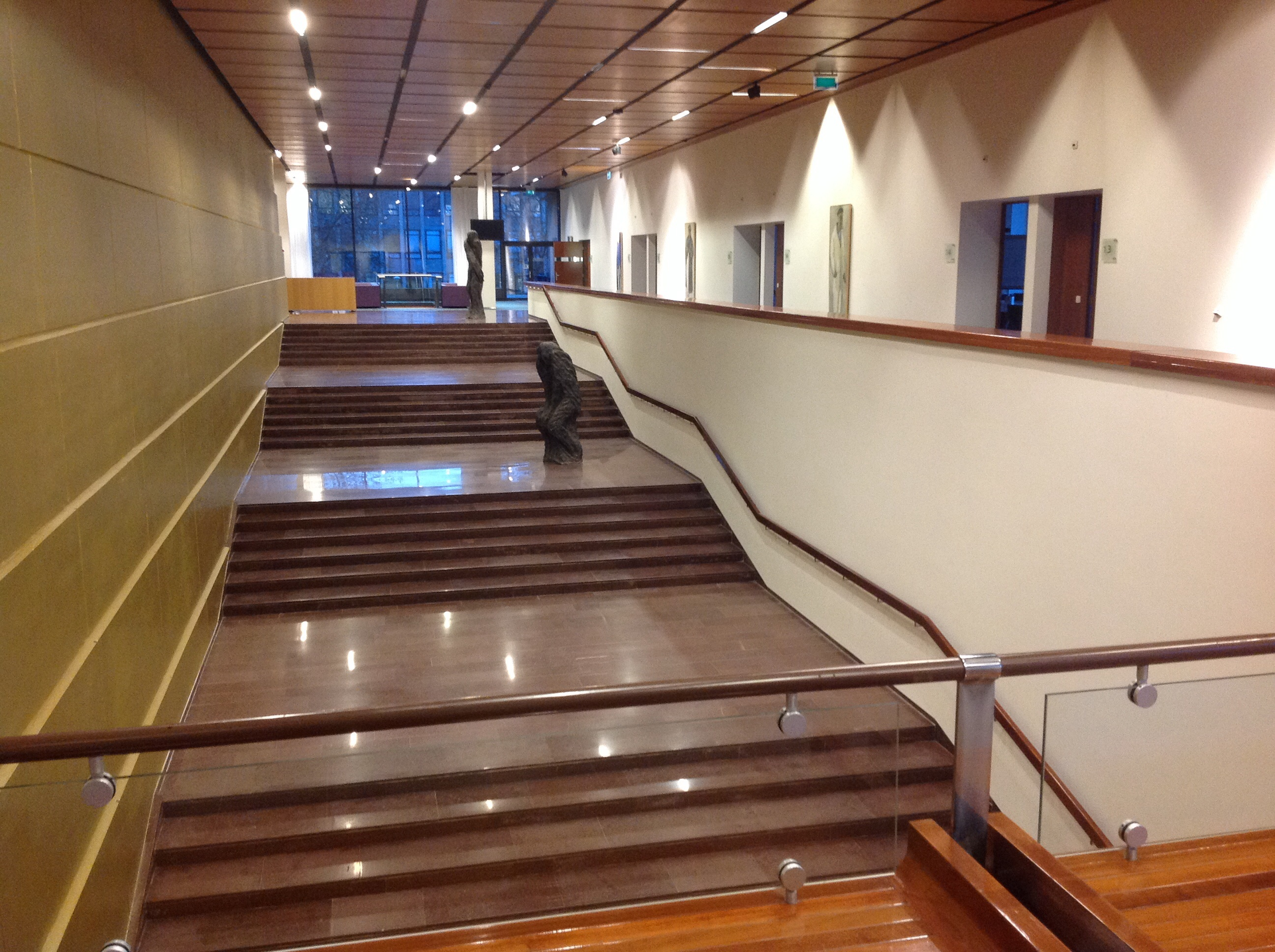
Grote trap

Bij de Provincie Overijssel werken ongeveer duizend mensen, maar het gebouw biedt maar plaats aan ongeveer achthonderd medewerkers. Toch heeft iedereen elke dag een plek om te werken, omdat gewerkt wordt met flexibele arbeidsplaatsen voor iedereen, tot en met de directie. Dit is mogelijk gemaakt door de afschaffing van bestaande werkmethoden en de overgang naar digitaal werken. Om 18.00 uur is op de bureaus geen papier meer te bekennen. De medewerkers hebben hun werkdossiers opgeruimd in kasten, het overtollige papier weggegooid en de lopende zaken digitaal gearchiveerd.

### Bestuurscentrum
In het bestuurscentrum is de Statenzaal waar Provinciale Staten vergaderen, ondergebracht. De vierkante opstelling van de Statenzaal heeft plaatsgemaakt voor de cirkelvormige opstelling.
Doordat de techniek gemoderniseerd is, kan de vergadering van Provinciale Staten rechtstreeks via internet uitgezonden worden. De Statengriffie is in het bestuurscentrum gehuisvest en niet in het gedeelte waar Gedeputeerde Staten en de provinciale ambtenaren werken. Hiermee komt het dualisme in de kantoorinrichting tot uiting.

## Tuin
Op voorspraak van Duintjer werd tuinarchitect Mien Ruys (1904-1999) aangetrokken om een ontwerp voor de tuin te maken. Haar ideeën reikten verder dan alleen de tuin: samen met de heer Cornet van Heidemij ontwierp zij 'een geheel plan voor de tuinaanleg in de Weezenlanden'.
De tuin en het terrein moesten worden aangepast aan de uitstraling van het gebouw. De originele tuin werd na de renovatie van 2004-2006 in oude luister hersteld door bureau Mien Ruys. De 'nieuwe' tuin is een bloementuin met in alle seizoenen bloeiende planten. Het ontwerp kent een strakke verdeling, maar door de losse beplanting ontstaat een speels effect. De vijvertjes en fonteinen werden gerestaureerd en behouden. De gerenoveerde tuin heeft een terras dat grenst aan de Plaza, de grote ontmoetingsruimte van het provinciehuis die tevens als bedrijfsrestaurant dienstdoet. Het terras biedt ruimte aan ongeveer honderd mensen.
De tuin voor het bestuurscentrum aan de straatkant heeft een grasmat gekregen en er zijn boompjes geplant. Hiermee krijgt het gebouw meer openheid en wordt de verbinding tussen de stad en het park geaccentueerd.
Samen met de gemeente Zwolle heeft de provincie aan de parkzijde van de tuin een zittribune aangelegd. Deze tribune is in het landschap geïntegreerd. Bezoekers aan het park en medewerkers van de provincie kunnen hier zitten terwijl ze het park in kijken.